# Cave City (Kentucky)
Cave City – miasto w Stanach Zjednoczonych, w stanie Kentucky, w hrabstwie Barren.